# Bombardeo del Demo
Bombardeo del Demo es un programa radial sobre bandas independientes.

## Historia
1998: Comienza el programa radial "Day Tripper", emitido desde Rock & Pop y conducido por Juan Di Natale, Diego Della Sala y Fabio Alberti.
1999: Nace la sección: El Bombardeo del Demo. Un micro semanal dentro de Day Tripper donde se emitían bandas independientes.
2000: Marcelo Torabe Martínez, "el pelado", continúa con la conducción del micro. Se presentaban todos los lunes tres demos nuevos con la información de cada banda independiente. El jingle de apertura se convertiría en una marca registrada, la cual fue grabada por Villanos.
2001 El Bombardeo del Demo comienza a emitirse tres veces por semana en "Day Tripper".-
2002: Debido al éxito de la sección llevada por Torabe, se implementó una nueva metodología en el programa radial. Cada semana los oyentes votaban por alguna de las bandas que se presentaban los lunes. La banda más votada participaría en una final a en los últimos días del mes. En diciembre, los ocho grupos ganadores concursaron en una nueva votación, siendo Andando Descalzo la agrupación con un más votos. Esto le dio la posibilidad de presentarse en los estudios de Rock & Pop a fin de año.
2003: El sistema del año anterior se volvió a utilizar. Cada fin de mes hubo una final con la banda que recogió la mayor cantidad de votos, para luego ser escogida una única banda a fin de año. El grupo El Abuelo consiguió la mayor cantidad de votos a fin de año. Debido a la gran cantidad de votos, se presentaron en diciembre en los estudios de R&P.
2004: Se da inicio a "Los 20 del Under" y el ranking "Subterráneo", en este último los oyentes podían votar por una banda favorita. Los 20 grupos con más votos eran publicados cada semana en la página oficial de la radio. Los tres primeros puestos sonaban todos viernes en Day Tripper. Ese mismo año, el grupo Jóvenes Pordioseros, quienes habían participado en votaciones pasadas, lograron tener cierta repercusión luego de grabar su tema "Cuando me muera", el cual terminó por ser el tema principal de apertura. Callejeros presentó su tema "Presión" en vivo desde el programa radial Day Tripper, en el Teatro de Colegiales. En diciembre, las ocho bandas con mejor promedio de voto tocaron en el Roxy de los Arcos durante todo el mes, los días martes. Dos temas de cada evento fueron trasmitidos en vivo por Rock & Pop. Los dos grupos ganadores fueron La Perra que los Parió y Holly Pibby, quienes se presentaron en Gesell y Cosquín Rock respectivamente. Uno de los grupos finalistas que se presentaron en esa ocasión fue El Bordo, quienes más tarde terminaron convirtiéndose en una de las bandas más convocantes del país. Poco tiempo después firmaron un contrato discográfico con Warner.

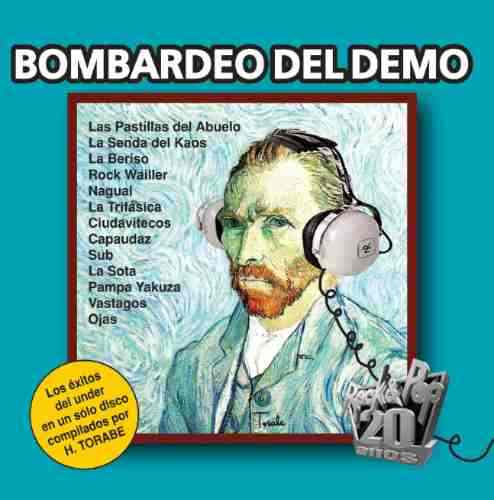
Disco compilado del Bombardeo del Demo editado en 2005.-

2005: Torabe comienza a realizar fechas, en La Trastienda, donde se presentaban las bandas más votadas por los oyentes. La primera contó con la participación de La Trifásica, Nagual y La Mocosa,  y las entradas se agotaron una semana antes. En octubre, Torabe realiza una nueva función con el grupo elegido por un jurado para presentarse en el Pepsi Music de ese año. Las bandas seleccionadas fueron Capaudaz, Nagual y Las Pastillas del Abuelo. El recinto se llenó quedando más de cien personas afuera. La banda ganadora terminó siendo el grupo de Pity, quienes ganaron el premio y el día 12 de ese mes se presentaron en el Festival. Ese mismo año se edita el primer disco compilado del Bombardeo del Demo con bandas como La Sota, Ojas (quienes más tarde firmarían con el sello Sony), La Senda del Kaos, Las Pastillas del Abuelo, Vástagos y un par de agrupaciones que también tomaron trascendencia un tiempo después: La Beriso y Pampa Yakuza.
2006: Bombardeo se muda al Teatro de Colegiales, cuya capacidad dobla la capacidad del de la Trastienda. Jóvenes Pordioseros y El Bordo, dos bandas consagradas que habían pasado por la sección, se suman a la iniciativa y cierran dos de las fechas donde se recaudan alimentos no perecederos para diferentes comedores infantiles. Se presentaron grupos independientes como Vankina, Ocaso 2012, Del Pasaje, Palo Santo y Rey Momo. Los grupos Villanos y La Covacha fueron invitados a cerrar dos de las fechas de fin de año. Se edita un nuevo disco compilado del Bombardeo con bandas como La Perra que los Parió, Naranjos, Guillermina, Saratustra y Perro Bocha, entre otras.
2007: Se mudan a la pista alternativa del Teatro de Colegiales. Las bandas ganadoras, Skabio y La Petisa, se presentan en el Pepsi Music de ese año. Viabba se consagró como el grupo finalista en el mes de noviembre y logró viajar en febrero del año siguiente para una presentación en el Cosquín Rock.
2008: Bombardeo comienza a difundir a las bandas a través de la página oficial de Rock & Pop. A pedido del público se realizan dos fechas en diciembre en Súper Rock (ex Teatrito). Allí se presentaron Charlanjáparos, Pinta Bien, Catimbao, Rockas Viejas, Kimonos de la Geisha y KORSO GOMES. Dos bandas finalistas de 2007 fueron invitadas a cerrar cada fiesta, siendo los grupos Viabba y La Petisa.
2009: Tras casi diez años de existencia, "El Bombardeo del Demo" y Torabe se mudaron a un local más grande. De esa manera, la sección radial que más apoyaba a la música under saltó nuevamente del éter de Rock & Pop para desembarcar en el Salón Rock Sur, un boliche del barrio de Pompeya, con capacidad de albergar a más de 3000 personas. Esta vez, la banda ganadora del año obtendría 250 horas de grabación con la masterización incluida, y la posterior edición del disco por parte de Benditas Producciones, además de sonar en la radio de rock más importante del país. El viernes 5 de junio se llevó a cabo la primera fiesta con la participación de las cuatro bandas finalistas de esa etapa, Roqueros y Borregos, La Batuta de Karnelli, La Sota y Señor Tenga, este último quien fue el último finalista. El evento fue cerrado por un show especial de Hijos del Oeste, quienes presentaron varias canciones de su última producción "Estalla".

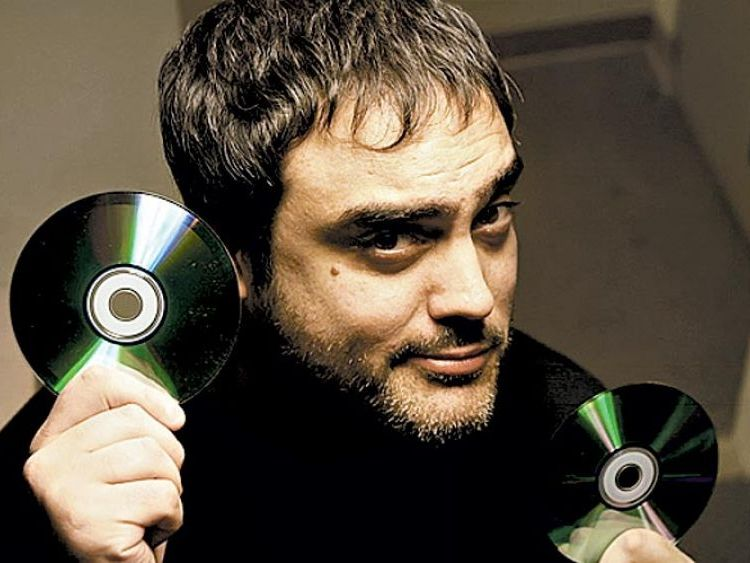
Marcelo Martínez (Pelado Torabe) - Foto para el diario Clarín - 2009.-

Toti y Juanse interpretaron "Vicio" de Ratones Paranoicos, con la versión del clásico "Route 66". El 31 de julio se realizó la segunda celebración de 2009, en donde se presentaron las agrupaciones seleccionadas por los oyentes durante ese mes, La Deambulante, Vibración Reggae, 23 Otoños y Viejo Rastrero, este último quien fue el segundo grupo finalista. El final del evento lo cerró Fidel Nadal, quien toco varias canciones de su disco "International Love" y un puñado de clásico de su carrera como solista. El Bombardeo siguió presentando bandas hasta el viernes 2 de octubre, allí se realizó una nueva fiesta donde se mostraron a las bandas elegidas por los oyentes a través del blog de Day Tripper. Aquellas fueron Mundo Confite, Mamushkas, Jordan y No Sense, este último quien fue el tercer grupo finalista. En esa ocasión el encargado de cerrar el evento fue Carajo.
El 11 de diciembre llegó la final anual, donde las bandas que llegaron a esta instancia competirían para ver quién se quedaba con el premio. Luego de un empate, Torabe, Benditas Producciones y la gente de Vikingo estudios decidieron darle el premio a las dos. De esa manera Señor Tenga y Viejo Rastrero obtuvieron horas de grabación para un futuro disco. Torabe decidió organizar una fiesta más antes de fin de año y mudó la celebración al barrio de Palermo el martes 22 de diciembre en el Roxy Live. Allí se presentó Señor Tenga (uno de los grupos ganadores del certamen 2009) y Siderama (La banda más votada del mes en el blog del programa). Los invitados de honor fueron Smitten y Gazpacho, pero el pelado Torabe se dio el gusto y subió al escenario junto a un seleccionado de grandes músicos disfrazados quienes bautizados con el nombre de "Los Superamigos" tocaron una lista de clásicos del rock. El único artista que develó su identidad fue Leo De Cecco, baterista de Attaque 77 quien se quitó la careta en la última canción.
2010: Debido al éxito radial, cuya demanda traspasaría las fronteras de Day Tripper, convirtiéndose en un programa independiente dentro de Rock & Pop. Se grabaron alternativas de clásicos del rock nacional e internacional, también tuvieron un espacio en el programa radial. Ese mismo año también se inauguró el blog del Bombardeo del Demo, en donde los grupos podrían cargar sus canciones y videos en formato FLV. Poco tiempo después, el bombardeo se expande al punto de utilizar las redes sociales. A comienzos de ese mismo año, Torabe decide llevar las fiestas a "Groove", un nuevo local que abrió sus puertas para la escena roquera en la zona de Palermo. El 22 de julio, se organizó la primera fiesta del 2010. Las tres bandas más votadas del mes fueron Inocente Calavera, Falsa Cubana y la ascendente agrupación del oeste Leonchalón, quienes pudieron subir al escenario. Los grupos encargados de cerrar el evento fueron El Natty Combo y Resistencia Suburbana. Más de 1700 personas concurrieron a la fecha, convirtiéndose en el evento más importante del Bombardeo hasta ese momento. En diciembre la fiesta se trasladó nuevamente a uno de los locales en donde se iniciaron, el Teatro de Colegiales. Se convocó a Catupecu Machu, quienes enviaron un demo antes del inicio del Bombardeo. Nuevamente, las tres bandas más votadas del mes formaron parte de la fecha, siendo Sideria, Cirse y Eruca Sativa. Eruca fue una de las agrupaciones que más sonó en el Bombardeo del Demo de esa temporada con su segundo disco, y fue la encargada de grabar el jingle del programa un año después. 
2011: Comienza la segunda temporada del programa dominical, logrando establecerse en la grilla del fin de semana de Rock and Pop. Varios grupos independientes acercaron su jingle al programa sumándose a la ya larga lista, entre ellos estaban Eruca Sativa, 13H, La Perra que los Parió, Seda Carmín, Pampa Yakuza, Piro de Karamelo Santo, Señor Tenga, Insobrio, Los Calmantes, Sucias Rockas, Arpeghy, sumado a los clásicos Villanos y Jóvenes Pordioseros. Para la primera fiesta del año, Torabe convoca a  Las Pastillas del Abuelo, aunque la banda solo fue publicitada como grupo sorpresa. Por esa razón, en la promo radial del evento se escuchaba el audio de su nombre al revés. Para el cierre de la fecha, Torabe también llamó a una agrupación independiente que venía creciendo en convocatoria a pesar de no tener exposición en los medios, Salta La Banca. Gracias a esto, la banda llegó a sonar en una radio importante como Rock and Pop, en donde se escuchaba su tema  "Seremos".
Los dos grupos más votados del mes que participaron en la fecha fueron Ley del Buey y De la Gran Piñata. El jueves 4 de agosto de 1800 personas entraron a Groove para presenciar la primera fiesta del año. El momento más festejado de la noche fue cuando Las Pastillas del Abuelo subieron al escenario en medio del set de Salta La Banca. Tocaron 5 temas y cerraron su show con la canción que había sonado en su momento en el Bombardeo seis años antes. Así fue como lo anunció el propio Pity, quien recordó aquellos momentos antes de cerrar su participación con el clásico "La cerveza". Unos meses después, Salta La Banca ofreció un show acústico en los estudios de Rock and Pop para el Bombardeo del Demo. Para cerrar el 2011 Torabe decidió convocar nuevamente a otros viejos amigos, El Bordo. La banda comandada por Ale Kurtz fue teloneada por Viejo Rastrero y Brancaleone en el escenario de Groove. La fecha elegida fue el 28 de diciembre, convirtiéndose en una fiesta de fin de año. El evento se publicitó como "El Bordo de Navidad".
2012: con la incorporación de Mariano Closs a la programación de Rock and Pop y las transmisiones de los partidos más importantes del fin de semana, el Bombardeo del Demo cambió su horario pasando a los domingos. El segmento también continua saliendo en la semana en Day Tripper. Luego de un año de fiestas, que podrían catalogarse dentro del género "rock", Torabe decide esta vez organizar una fecha punk y para esto convoca a Cadena Perpetua, una de las bandas más importantes del movimiento. El miércoles 28 de marzo se lleva a cabo la primera fiesta del año donde se presentaron las bandas más votadas de ese mes, Pórtico y Charles Parkinson. En julio, Torabe entrevista a Chizzo de La Renga, quien durante dos horas habló sobre la etapa independiente de su banda, la cual fue subida a YouTube minutos más tarde. En septiembre se realizó una nueva fiesta en un local del barrio de Flores, con Sutil Stock como banda ganadora y el cierre de Nonpalidece. En diciembre se organizó la primera fiesta federal en Mar del Plata con tres bandas locales: Invitro, Locales Rock y Científicos del Palo.
2013: "Bombardeo del Demo" comenzó a ser un programa diario en la grilla de Rock and Pop, consiguiendo un horario de lunes a viernes. Ese año se realizaron tres fiestas más con el cierre de grupos en ascenso que ya habían participado en la sección, Nagual y La Beriso. En agosto se llevaron a cabo una nueva fiesta federal en Abbey Road de Mar del Plata, con dos bandas locales y la actuación especial de El Bordo. Ese mismo año finalizaba el programa donde había nacido la sección del rock independiente. Por esa razón Marcelo Martínez, más conocido como el P. H. Torabe, decide hacer un homenaje junto a Alberto y Juanchi Moles de Pop Art Discos, quienes realizan la producción general del disco "Day Tripper, 15 años de un viaje sin escalas". Para eso convocaron a grandes artistas que versionaron 15 clásicos del rock nacional, Massacre,  Richard Coleman, Catupecu Machu, Carajo, El Bordo, Las Pastillas del Abuelo, Tan Biónica, Estelares, Emiliano Brancciari de No Te Va Gustar, Los Tipitos, Los Auténticos Decadentes, Kapanga, Salta La Banca, Adrián Barilari de Rata Blanca, Naranjos, Horcas, Cadena Perpetua, Sergio Pángaro junto a Baccarat y Babasónicos.
2014: Nace un nuevo programa llamado "Rockea Rock". Allí, Marcelo Torabe Martínez junto a dos amigos colegas, Tano Nieto y Rulo Gomez -conductores del clásico programa de TV "Banda Soporte"- , difunden a las bandas independientes que participan del gran concurso impulsado por el gobierno de la provincia de Buenos Aires. Este comienza su emisión en Radio Palermo. En diciembre de ese año llegan a los estudios de FM Estudio Playa, la histórica radio de Pinamar fundada por Juan Alberto Badía. El Bombardeo del Demo continua en plataformas digitales durante los próximos dos años.
2015: Rockea Radio llega a Rock & Pop. De esa manera el pelado Torabe vuelve a su histórico horario de los domingos con la misma premisa: Difundir artistas emergentes. Érica García se suma al proyecto. 
2016: Vuelve El Bombardeo del Demo al aire de Rock & Pop - Domingos a las 20hs 
2017: Torabe se suma al personal de "Todos Mienten", el programa diario conducido por el Pollo Cerviño, Damián Ramil y Natalia Carulias. Allí presenta bandas independientes.
2018: El Bombardeo del Demo continua en el aire de Rock & Pop los domingos a las 20hs con la conducción de Marcelo Torabe Martínez. Ese mismo año el pelado comienza a difundir algunas bandas en el histórico y popular programa Bien levantado de Beto Casella.
2019: El Bombardeo del Demo cumple 20 años difundiendo al rock independiente y por esta razón Marcelo Torabe decide celebrarlo organizando nuevas fiestas mensuales. Esta vez el lugar asignado es la Sala Siranush en el barrio de Palermo. El espacio clásico de los domingos, al igual que el segmento en Bien levantado, continúan siendo los lugares dedicados al under en Rock & Pop.
2020: Con más de dos décadas difundiendo al rock independiente. El Bombardeo del Demo continúa en su horario clásico de los domingos a las 20hs y también se transforma a formato podcast. Disponible en Spotify y el sitio oficial de Rock & Pop.-
2021: El Bombardeo del Demo se moderniza acortando su nombre a "El Bombardeo". También cambia de horario pasando a las 8 de la mañana de los domingos. El espacio formato podcast comienza a difundir bandas de distintas provincias donde un especialista de cada lugar cuenta las novedades de la escena local en cada episodio. Marcelo Torabe Martínez, el pelado, también realiza algunas participaciones en el legendario programa Submarino Amarillo como columnista y entrevistador.

## Discografía

### Álbumes
- 2005: Bombardeo del Demo Volumen 1.
- 2006: Bombardeo del Demo Volumen 2.
- 2013: Day Tripper 15 años de un viaje sin escalas.-